# Lista de prêmios e indicações recebidos por Taeyeon
Esta é uma lista de prêmios e indicações recebidos pela cantora sul-coreana Taeyeon, que consiste de 39 prêmios de 135 indicações. Ela estreou em 2007 como membro do grupo feminino Girls' Generation e inicialmente conseguiu diversos prêmios e indicações por seus primeiros esforços solo. Em 2008, ela venceu um Golden Disc Award na categoria Popularidade e um Cyworld Digital Music Award de Canção do Mês, através da trilha sonora "If". Ela também venceu dois MBC Drama Awards e um Mnet 20's Choice Award por seu programa de rádio Taeyeon's Chin Chin Radio em 2009.
Em 2015, Taeyeon estreou como artista solo através de seu extended play (EP) I, da qual a faixa-título "I" lhe rendeu vários prêmios e indicações, incluindo um Gaon Chart Music Award por Canção do Ano - outubro e um Golden Disc Award na Categoria digital. Seu êxito lhe rendeu o prêmio de Melhor Artista Feminino no Mnet Asian Music Awards em 2015 e no Golden Disc Awards no ano seguinte. A faixa-título "I" arrecadou um total de onze troféus em cinco programas musicais. Em 2016, Taeyeon lançou o EP Why, que fornecu os singles "Starlight" e "Why". Ela também lançou dois singles digitais, "Rain" e "11:11", e ganhou três troféus em programas musicais. "Rain" ganhou um Golden Disc Award na categoria Digital, enquanto a própria Taeyeon venceu outro Mnet Asian Music Award para Melhor Artista Feminino e um Melon Music Award para Top 10 Artistas.
O primeiro álbum de estúdio de Taeyeon, intitulado My Voice, foi lançado em fevereiro de 2017 e produziu um single intitulado "Fine", que lhe rendeu dois troféus em programas musicais. O álbum recebeu diversos prêmios e indicações, incluindo um Golden Disc Award na categoria física e uma primeira indicação no Korean Music Awards de Melhor Álbum Pop. Em dezembro de 2017, Taeyeon lançou seu primeiro EP de natalino, chamado This Christmas: Winter Is Coming com a faixa-título "This Christmas". No ano seguinte, ela lançou o EP Something New. 
Em 2019, Taeyeon lançou o single digital "Four Seasons" que venceu um Daesang Digital (Grande Prêmio) no Seoul Music Awards e vários outros prêmios. No mesmo ano, ela lançou seu primeiro álbum de estúdio japonês Voice e seu segundo álbum de estúdio Purpose, que lhe rendeu uma segunda indicação para Melhor Álbum Pop no Korean Music Awards. Ela também lançou a trilha sonora "All About You", que venceu o prêmio de Melhor Trilha Sonora no Seoul Music Awards. A própria Taeyeon venceu um Bonsang no Seoul Music Awards e outro Melon Music Award de Top 10 Artistas. 

## Prêmios e indicações

### Asia Artist Awards
| Ano  | Categoria                                   | Indicação | Resultado | Ref. |
| ---- | ------------------------------------------- | --------- | --------- | ---- |
| 2017 | Artistas Mais Populares (Cantores) – Top 50 | Taeyeon   | Indicado  |      |
| 2018 | Artistas Mais Populares (Cantores) – Top 50 | Taeyeon   | Indicado  |      |

### Cyworld Digital Music Awards
| Ano  | Categoria                 | Indicação | Resultado | Ref.  |
| ---- | ------------------------- | --------- | --------- | ----- |
| 2008 | Canção do Mês (Fevereiro) | "If"      | Venceu    | [ 1 ] |

### Gaon Chart Music Awards
| Ano  | Categoria                                        | Indicação        | Resultado | Ref.        |
| ---- | ------------------------------------------------ | ---------------- | --------- | ----------- |
| 2016 | Canção do Ano – Outubro                          | "I"              | Venceu    | [ 2 ] [ 3 ] |
| 2016 | Álbum do Ano – 4° trimestre                      | I                | Indicado  | [ 2 ] [ 3 ] |
| 2017 | Canção do Ano – Fevereiro                        | "Rain"           | Indicado  | [ 4 ]       |
| 2017 | Canção do Ano – Junho                            | "Starlight"      | Indicado  | [ 4 ]       |
| 2017 | Canção do Ano – Junho                            | "Why"            | Indicado  | [ 4 ]       |
| 2017 | Canção do Ano – Novembro                         | "11:11"          | Indicado  | [ 4 ]       |
| 2018 | Álbum do Ano – 1° trimestre                      | My Voice         | Indicado  | [ 5 ]       |
| 2018 | Canção do Ano – Fevereiro                        | "Fine"           | Indicado  | [ 5 ]       |
| 2018 | Canção do Ano – Dezembro                         | "This Christmas" | Indicado  | [ 5 ]       |
| 2018 | Prêmio de Popularidade Votação em Aparelho Móvel | Taeyeon          | Venceu    | [ 5 ]       |
| 2020 | Canção do Ano – Março                            | "Four Seasons"   | Venceu    | [ 6 ] [ 7 ] |
| 2020 | Canção do Ano – Outubro                          | "Spark"          | Indicado  | [ 6 ] [ 7 ] |
| 2021 | Canção do Ano – Janeiro                          | "Dear Me"        | Indicado  |             |
| 2021 | Canção do Ano – Maio                             | "Happy"          | Indicado  |             |

### Genie Music Awards
| Ano  | Categoria                          | Indicação | Resultado | Ref.  |
| ---- | ---------------------------------- | --------- | --------- | ----- |
| 2018 | Artista do Ano                     | Taeyeon   | Indicado  | [ 8 ] |
| 2018 | Prêmio de Artista Feminina         | Taeyeon   | Indicado  | [ 8 ] |
| 2018 | Genie Music Prêmio de Popularidade | Taeyeon   | Indicado  | [ 8 ] |
| 2019 | A Artista Solo Feminina            | Taeyeon   | Indicado  | [ 9 ] |

### Golden Disc Awards
| Ano  | Categoria                     | Indicação                        | Resultado | Ref.   |
| ---- | ----------------------------- | -------------------------------- | --------- | ------ |
| 2008 | Prêmio de Popularidade        | "Can You Hear Me"                | Venceu    | [ 10 ] |
| 2016 | Disc Bonsang                  | I                                | Indicado  | [ 11 ] |
| 2016 | Bonsang Digital               | "I"                              | Venceu    | [ 11 ] |
| 2016 | Daesang Digital               | "I"                              | Indicado  | [ 11 ] |
| 2016 | Prêmio de Popularidade        | Taeyeon                          | Indicado  | [ 11 ] |
| 2016 | Prêmio de Popularidade Global | Taeyeon                          | Indicado  | [ 11 ] |
| 2016 | iQiyi Melhor Artista Feminina | Taeyeon                          | Venceu    | [ 11 ] |
| 2017 | Disc Bonsang                  | Why                              | Indicado  | [ 12 ] |
| 2017 | Bonsang Digital               | "Rain"                           | Venceu    | [ 12 ] |
| 2017 | Daesang Digital               | "Rain"                           | Indicado  | [ 12 ] |
| 2017 | Prêmio de Popularidade        | Taeyeon                          | Indicado  | [ 12 ] |
| 2018 | Disc Bonsang                  | My Voice                         | Venceu    | [ 13 ] |
| 2018 | Disc Daesang                  | My Voice                         | Indicado  | [ 13 ] |
| 2018 | Bonsang Digital               | "Fine"                           | Indicado  | [ 13 ] |
| 2018 | Prêmio de Popularidade Global | Taeyeon                          | Indicado  | [ 13 ] |
| 2019 | Disc Bonsang                  | This Christmas: Winter Is Coming | Indicado  | [ 14 ] |
| 2019 | Prêmio de Popularidade        | Taeyeon                          | Indicado  | [ 14 ] |
| 2020 | Disc Bonsang                  | Purpose                          | Indicado  | [ 15 ] |
| 2020 | Disc Daesang                  | Purpose                          | Indicado  | [ 15 ] |
| 2020 | Bonsang Digital               | "Four Seasons"                   | Venceu    | [ 15 ] |
| 2020 | Daesang Digital               | "Four Seasons"                   | Indicado  | [ 15 ] |
| 2020 | Prêmio de Popularidade        | Taeyeon                          | Indicado  | [ 15 ] |

### Korean Music Awards
| Ano  | Categoria        | Indicação | Resultado | Ref.   |
| ---- | ---------------- | --------- | --------- | ------ |
| 2018 | Melhor Álbum Pop | My Voice  | Indicado  | [ 16 ] |
| 2020 | Melhor Álbum Pop | Purpose   | Indicado  | [ 17 ] |

### Melon Music Awards
| Ano  | Categoria                            | Indicação                | Resultado | Ref.          |
| ---- | ------------------------------------ | ------------------------ | --------- | ------------- |
| 2011 | Melhor Trilha Sonora                 | "I Love You"             | Indicado  |               |
| 2016 | Top 10 Artistas                      | Taeyeon                  | Venceu    | [ 18 ]        |
| 2016 | Melhor Canção de Balada              | "Rain"                   | Indicado  | [ 18 ]        |
| 2017 | Top 10 Artistas                      | Taeyeon                  | Indicado  | [ 19 ]        |
| 2017 | Prêmio de Melhor Balada              | "Fine"                   | Indicado  | [ 19 ]        |
| 2018 | Prêmio de Tendência Quente           | "Page 0" (com MeloMance) | Indicado  | [ 20 ]        |
| 2019 | Top 10 Artistas                      | Taeyeon                  | Venceu    | [ 21 ] [ 22 ] |
| 2019 | Artista do Ano                       | Taeyeon                  | Indicado  | [ 21 ] [ 22 ] |
| 2019 | Prêmio de Popularidade do Internauta | Taeyeon                  | Indicado  | [ 21 ] [ 22 ] |
| 2019 | Melhor Balada                        | "Four Seasons"           | Venceu    | [ 21 ] [ 22 ] |
| 2020 | Top 10 Artistas                      | Taeyeon                  | Indicado  | [ 23 ]        |
| 2020 | Melhor R&B/Soul                      | "Happy"                  | Indicado  | [ 23 ]        |

### Mnet Asian Music Awards
| Ano  | Categoria                         | Indicação                | Resultado | Ref.          |
| ---- | --------------------------------- | ------------------------ | --------- | ------------- |
| 2008 | Melhor Trilha Sonora              | "If"                     | Indicado  | [ 24 ]        |
| 2011 | Melhor Trilha Sonora              | "I Love You"             | Indicado  | [ 25 ]        |
| 2012 | Melhor Trilha Sonora              | "Missing You Like Crazy" | Indicado  | [ 26 ]        |
| 2015 | Melhor Artista Feminino           | Taeyeon                  | Venceu    | [ 27 ]        |
| 2015 | Canção do Ano                     | "I"                      | Indicado  | [ 27 ]        |
| 2015 | Melhor Performance Vocal Feminino | "I"                      | Indicado  | [ 27 ]        |
| 2016 | Melhor Artista Feminino           | Taeyeon                  | Venceu    | [ 28 ]        |
| 2016 | Artista do Ano                    | Taeyeon                  | Indicado  | [ 28 ]        |
| 2016 | Melhor Performance Vocal Feminino | "Rain"                   | Indicado  | [ 28 ]        |
| 2017 | Melhor Artista Feminino           | Taeyeon                  | Indicado  | [ 29 ]        |
| 2018 | Melhor Artista Feminino           | Taeyeon                  | Indicado  | [ 30 ]        |
| 2019 | Melhor Artista Feminino           | Taeyeon                  | Indicado  | [ 31 ] [ 32 ] |
| 2019 | Melhor Performance Vocal – Solo   | "Four Seasons"           | Venceu    | [ 31 ] [ 32 ] |
| 2019 | Escolha dos Fãs Mundiais          | Taeyeon                  | Indicado  | [ 31 ] [ 32 ] |
| 2019 | Qoo10 Artista Feminino Favorito   | Taeyeon                  | Indicado  | [ 31 ] [ 32 ] |
| 2020 | Artista do Ano                    | Taeyeon                  | Indicado  | [ 33 ]        |
| 2020 | Melhor Artista Feminino           | Taeyeon                  | Indicado  | [ 33 ]        |
| 2020 | Escolha dos Fãs Mundiais          | Taeyeon                  | Indicado  | [ 33 ]        |
| 2020 | Melhor Performance Vocal – Solo   | "Spark"                  | Indicado  | [ 33 ]        |
| 2020 | Canção do Ano                     | "Spark"                  | Indicado  | [ 33 ]        |

### Seoul International Drama Awards
| Ano  | Categoria                              | Indicação                | Resultado | Ref.   |
| ---- | -------------------------------------- | ------------------------ | --------- | ------ |
| 2012 | Melhor Canção de Drama                 | "Missing You Like Crazy" | Venceu    | [ 34 ] |
| 2013 | Melhor Canção de Drama                 | "Closer"                 | Indicado  | [ 35 ] |
| 2013 | Melhor Canção de Drama                 | "And One"                | Indicado  | [ 35 ] |
| 2015 | Trilha Sonora de Drama Coreano Notável | —                        | Venceu    | [ 36 ] |

### Seoul International Youth Film Festival
| Ano  | Categoria                                 | Indicação             | Resultado | Ref.   |
| ---- | ----------------------------------------- | --------------------- | --------- | ------ |
| 2014 | Melhor Trilha Sonora por Artista Feminino | "Love, That One Word" | Venceu    | [ 37 ] |

### Seoul Music Awards
| Ano  | Categoria                                        | Indicado        | Resultado | Ref.                 |
| ---- | ------------------------------------------------ | --------------- | --------- | -------------------- |
| 2016 | Prêmio Daesang                                   | Taeyeon         | Indicado  | [ 38 ]               |
| 2016 | Prêmio Bonsang                                   | Taeyeon         | Venceu    | [ 38 ]               |
| 2016 | Prêmio de Popularidade                           | Taeyeon         | Indicado  | [ 38 ]               |
| 2017 | Prêmio Daesang                                   | Taeyeon         | Indicado  | [ 39 ]               |
| 2017 | Prêmio Bonsang                                   | Taeyeon         | Venceu    | [ 39 ]               |
| 2017 | Prêmio de Popularidade                           | Taeyeon         | Indicado  | [ 39 ]               |
| 2018 | Prêmio Bonsang                                   | Taeyeon         | Indicado  |                      |
| 2018 | Prêmio de Popularidade                           | Taeyeon         | Indicado  |                      |
| 2018 | Prêmio Especial Hallyu                           | Taeyeon         | Indicado  |                      |
| 2020 | Prêmio de Trilha Sonora                          | "All About You" | Venceu    | [ 40 ] [ 41 ] [ 42 ] |
| 2020 | Daesang Digital                                  | "Four Seasons"  | Venceu    | [ 40 ] [ 41 ] [ 42 ] |
| 2020 | Prêmio Bonsang                                   | Taeyeon         | Venceu    | [ 40 ] [ 41 ] [ 42 ] |
| 2020 | Prêmio de Popularidade                           | Taeyeon         | Indicado  | [ 40 ] [ 41 ] [ 42 ] |
| 2020 | Prêmio de Popularidade K-Wave                    | Taeyeon         | Indicado  | [ 40 ] [ 41 ] [ 42 ] |
| 2020 | Prêmio QQ Music de Artista de K-pop Mais Popular | Taeyeon         | Indicado  | [ 40 ] [ 41 ] [ 42 ] |
| 2021 | Prêmio de Trilha Sonora                          | "Kiss Me"       | Indicado  | [ 43 ]               |
| 2021 | Prêmio Bonsang                                   | Taeyeon         | Indicado  | [ 43 ]               |
| 2021 | Prêmio de Popularidade                           | Taeyeon         | Indicado  | [ 43 ]               |
| 2021 | Prêmio de Popularidade K-Wave                    | Taeyeon         | Indicado  | [ 43 ]               |

### Soribada Best K-Music Awards
| Ano  | Categoria                         | Indicação | Resultado | Ref. |
| ---- | --------------------------------- | --------- | --------- | ---- |
| 2018 | Prêmio Bonsang                    | Taeyeon   | Indicado  |      |
| 2018 | Prêmio de Popularidade (Feminino) | Taeyeon   | Indicado  |      |
| 2018 | Prêmio de Fandim Global           | Taeyeon   | Indicado  |      |
| 2020 | Prêmio Bonsang                    | Taeyeon   | Indicado  |      |
| 2020 | Prêmio de Popularidade (Feminino) | Taeyeon   | Indicado  |      |
| 2020 | Prêmio de Artista Global          | Taeyeon   | Indicado  |      |

## Outros prêmios
| Ano                                         | Prêmio                                        | Indicação                                          | Resultado | Ref.          |
| ------------------------------------------- | --------------------------------------------- | -------------------------------------------------- | --------- | ------------- |
| Mnet 20's Choice Awards                     |                                               |                                                    |           |               |
| 2008                                        | DJ Quente de Radio                            | Kangin and Taeyeon's Chin Chin Radio               | Venceu    |               |
| MBC Drama Awards                            |                                               |                                                    |           |               |
| 2009                                        | Programa de Produção                          | Kangin and Taeyeon's Chin Chin Radio               | Venceu    |               |
| 2009                                        | Prêmio de Recém Chegado de Radio              | Kangin and Taeyeon's Chin Chin Radio               | Venceu    |               |
| Republic of Korea Entertainment Arts Awards |                                               |                                                    |           |               |
| 2010                                        | Prêmio de MC de Rádio Feminino                | Taeyeon's Chin Chin Radio                          | Venceu    |               |
| The Musical Awards                          |                                               |                                                    |           |               |
| 2011                                        | Melhor Recém Chegado                          | Midnight Sun                                       | Indicado  | [ 44 ]        |
| Naver Fashion Beauty x Celeb's Pick         |                                               |                                                    |           |               |
| 2016                                        | 2016 Fashionista Award                        | Taeyeon                                            | Venceu    | [ 45 ]        |
| KKBOX Music Awards                          |                                               |                                                    |           |               |
| 2016                                        | Artista Coreano do Ano                        | Taeyeon                                            | Venceu    |               |
| KpopStarz Awards                            |                                               |                                                    |           |               |
| 2019                                        | Melhor Artista Solo Feminino do Ano           | Taeyeon                                            | Venceu    | [ 46 ]        |
| 2019                                        | Melhor Confiança & Escuta para Artista do Ano | Taeyeon                                            | Venceu    | [ 46 ]        |
| Soompi Awards                               |                                               |                                                    |           |               |
| 2017                                        | Melhor Artista Solo Feminino                  | Taeyeon                                            | Venceu    | [ 47 ]        |
| 2017                                        | Artista do Ano                                | Taeyeon                                            | Indicado  |               |
| 2017                                        | Vídeo Musical Fuse do Ano                     | "Rain"                                             | Indicado  |               |
| 2017                                        | Melhor Colaboração                            | "Don't Forget" (Crush com participação de Taeyeon) | Indicado  |               |
| 2017                                        | Canção do Ano                                 | "Why"                                              | Indicado  |               |
| 2017                                        | Álbum do Ano                                  | Why                                                | Indicado  |               |
| 2018                                        | Melhor Solo Feminino                          | Taeyeon                                            | Indicado  | [ 48 ]        |
| Fandom School Awards                        |                                               |                                                    |           |               |
| 2017                                        | Prêmio de Melhor Vocal                        | Taeyeon                                            | Venceu    | [ 49 ]        |
| 2018                                        | Prêmio de Melhor Vocal                        | Taeyeon                                            | Venceu    |               |
| KAZZ Awards                                 |                                               |                                                    |           |               |
| 2018                                        | Prêmio de Melhor Concerto Asiático            | Taeyeon                                            | Venceu    | [ 50 ]        |
| BreakTudo Awards                            |                                               |                                                    |           |               |
| 2018                                        | Prêmio de Artista Feminino de K-pop           | Taeyeon                                            | Indicado  | [ 51 ]        |
| Korea Drama Awards                          |                                               |                                                    |           |               |
| 2012                                        | Melhor Trilha Sonora Original                 | "Missing You Like Crazy"                           | Indicado  |               |
| 2019                                        | Melhor Trilha Sonora Original                 | "All About You"                                    | Indicado  | [ 52 ]        |
| Kpop World Greece Music Awards              |                                               |                                                    |           |               |
| 2018                                        | Melhor Artista Feminino                       | Taeyeon                                            | Venceu    | [ 53 ] [ 54 ] |
| 2019                                        | Melhor Artista Feminino                       | Taeyeon                                            | Venceu    | [ 53 ] [ 54 ] |
| APAN Music Awards                           |                                               |                                                    |           |               |
| 2020                                        | Melhor Solo por Mulher                        | Taeyeon                                            | Indicado  |               |
| 2020                                        | Melhor Trilha Sonora                          | "Kiss Me"                                          | Indicado  |               |
| Bugs 20th Anniversary Awards                |                                               |                                                    |           |               |
| 2020                                        | Artistas Mais Amados                          | Taeyeon                                            | Venceu    | [ 55 ]        |

## Vitórias em programas de música
Os programas de música sul-coreanos, são transmitidos semanalmente por diversas emissoras de televisão. Eles possuem um sistema próprio para premiar o artista e seu single como os melhores da semana. Taeyeon possui um total de 22 vitórias, com três triplices coroas obtidas através de "I".  

### InkigayodaSBS
| Ano  | Data            | Canção               |
| ---- | --------------- | -------------------- |
| 2015 | 18 de outubro   | "I"                  |
| 2015 | 25 de outubro   | "I"                  |
| 2015 | 22 de novembro  | "I"                  |
| 2016 | 14 de fevereiro | "Rain"               |
| 2016 | 10 de julho     | "Why"                |
| 2019 | 7 de abril      | "Four Seasons"       |
| 2019 | 10 de novembro  | "Spark"              |
| 2020 | 27 de dezembro  | "What Do I Call You" |

### M! CountdowndaMnet
| Ano  | Data          | Canção |
| ---- | ------------- | ------ |
| 2015 | 15 de outubro | "I"    |
| 2015 | 22 de outubro | "I"    |
| 2015 | 29 de outubro | "I"    |
| 2017 | 9 de março    | "Fine" |

### Music BankdaKBS
| Ano  | Data          | Canção      |
| ---- | ------------- | ----------- |
| 2015 | 16 de outubro | "I"         |
| 2015 | 23 de outubro | "I"         |
| 2015 | 30 de otubro  | "I"         |
| 2016 | 8 de julho    | "Starlight" |
| 2017 | 10 de março   | "Fine"      |
| 2019 | 9 de novembro | "Spark"     |

### Show ChampiondaMBC M
| Ano  | Data          | Canção |
| ---- | ------------- | ------ |
| 2015 | 14 de outubro | "I"    |

### Show! Music CoredaMBC
| Ano  | Data          | Canção         |
| ---- | ------------- | -------------- |
| 2015 | 24 de outubro | "I"            |
| 2019 | 6 de abril    | "Four Seasons" |
| 2019 | 9 de novembro | "Spark"        |